# Campiglossa hofferi
Campiglossa hofferi este o specie de muște din genul Campiglossa, familia Tephritidae. A fost descrisă pentru prima dată de Dirlbek și Dirlbekova în anul 1976.
Este endemică în Algeria. Conform Catalogue of Life specia Campiglossa hofferi nu are subspecii cunoscute.